# Alexander von Hohen

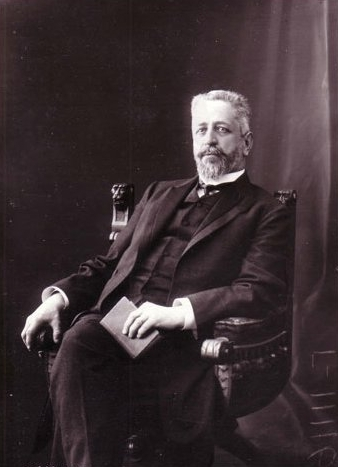
Alexander von Hohen

Alexander Iwanowitsch von Hohen (russisch Александр Иванович фон Гоген; * 12. Augustjul. / 24. August 1856greg. in Archangelsk; † 6. Märzjul. / 19. März 1914greg. in St. Petersburg) war ein russischer Architekt und Hochschullehrer.

## Leben
Hohens Vater Johann von Hohen arbeitete in der Archangelsker Filiale der Staatsbank des Russischen Reiches. Nach dem Schulabschluss am Archangelsker Gymnasium 1875 studierte Hohen in St. Petersburg an der Kaiserlichen Akademie der Künste (IACh). Wegen seiner unzureichenden Mittel arbeitete er ab 1877 neben dem Studium. Nach dem Abschluss des Studiums 1883 arbeitete er als Architekt in der Sestrorezker Instrumentenfabrik, in der das Mosin-Nagant-Repetiergewehr produziert wurde.
Von 1883 bis 1887 arbeitete Hohen als Assistent bei den Architekten Pawel Sjusor, Alexander Krassowski und Iwan Bogomolow.
Ab 1890 lehrte Hohen in St. Petersburg an der Zentralen Schule für Technisches Zeichnen des Barons Alexander von Stieglitz, an der Nikolaus-Militäringenieursakademie und am Kaiser-Nikolaus-I.-Institut für Zivilingenieure (jetzt Staatliche Universität für Architektur und Bauwesen St. Petersburg). Für sein Bauprojekt eines Justizgebäudes wurde er 1895 zum Akademiker der Architektur ernannt. 1896 wurde er zum Vollmitglied der IACh gewählt.
Von 1893 bis 1906 war Hohen Hofarchitekt Großfürsts Wladimir Alexandrowitschs und ab 1903 auch Architekt des Kaiserlichen Hofes. Er war Mitglied des Redaktionsrats der Monatszeitschrift Sotschi (Baumeister). Er initiierte die Gründung der Gesellschaft der Architekten und Künstler. Er war Wirklicher Staatsrat (4. Rangklasse).
Wegen eines qualvollen Nierenleidens konnte Hohen schließlich nicht mehr arbeiten. Am Abend des 6. Märzjul. / 19. März 1914greg. erschoss er sich in seiner Wohnung am Newski-Prospekt. Sein Grab auf dem Smolensker Friedhof wurde im Zuge der Liquidierung kirchlicher Friedhöfe 1935 zerstört.

## Ehrungen
- Orden des Heiligen Wladimir IV. Klasse
- Sankt-Stanislaus-Orden III. Klasse

## Werke

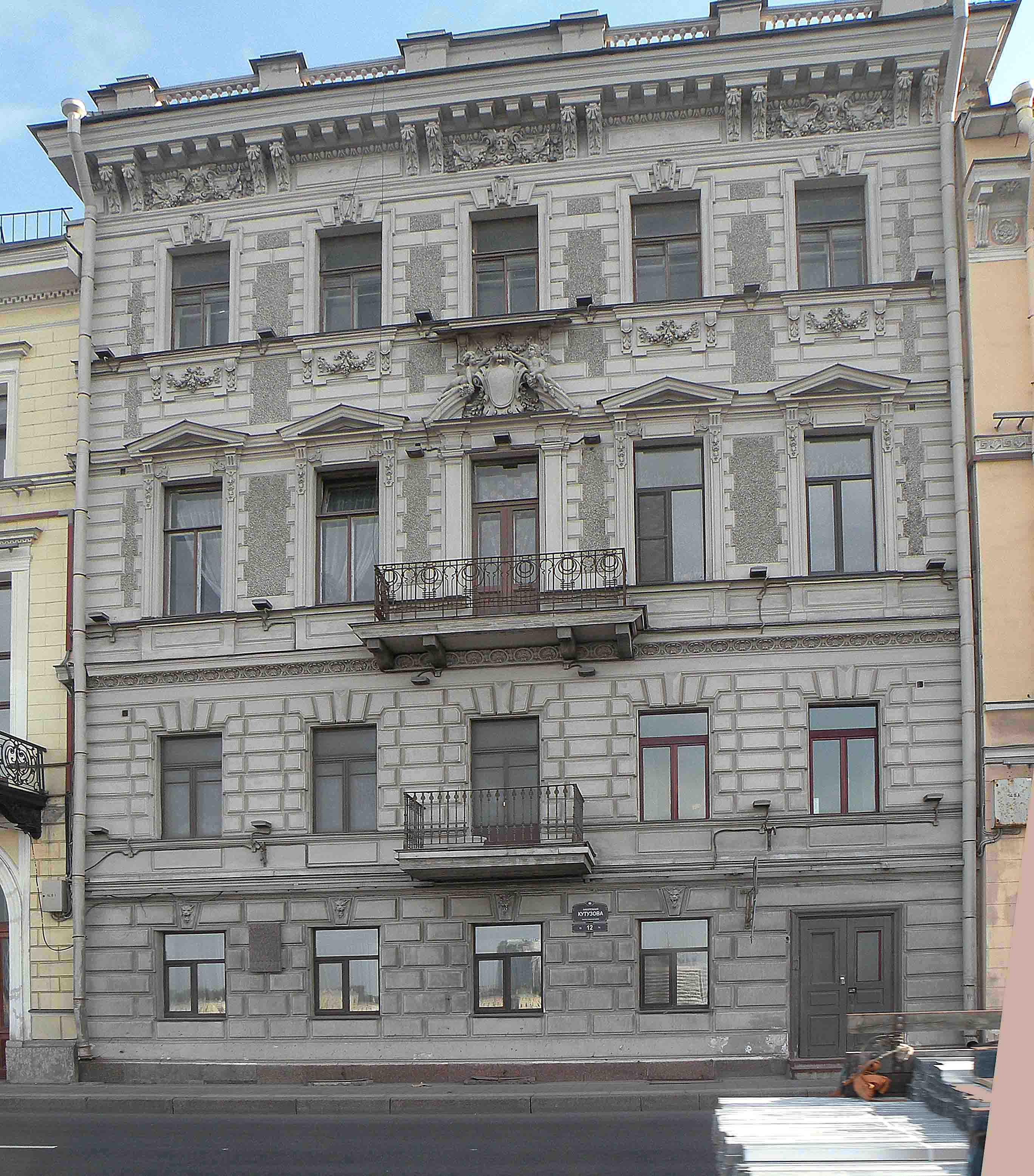
Haus der Gräfin M. E. Kleinmichel (1885), Nabereschnaja Kutusowa 12, St. Petersburg
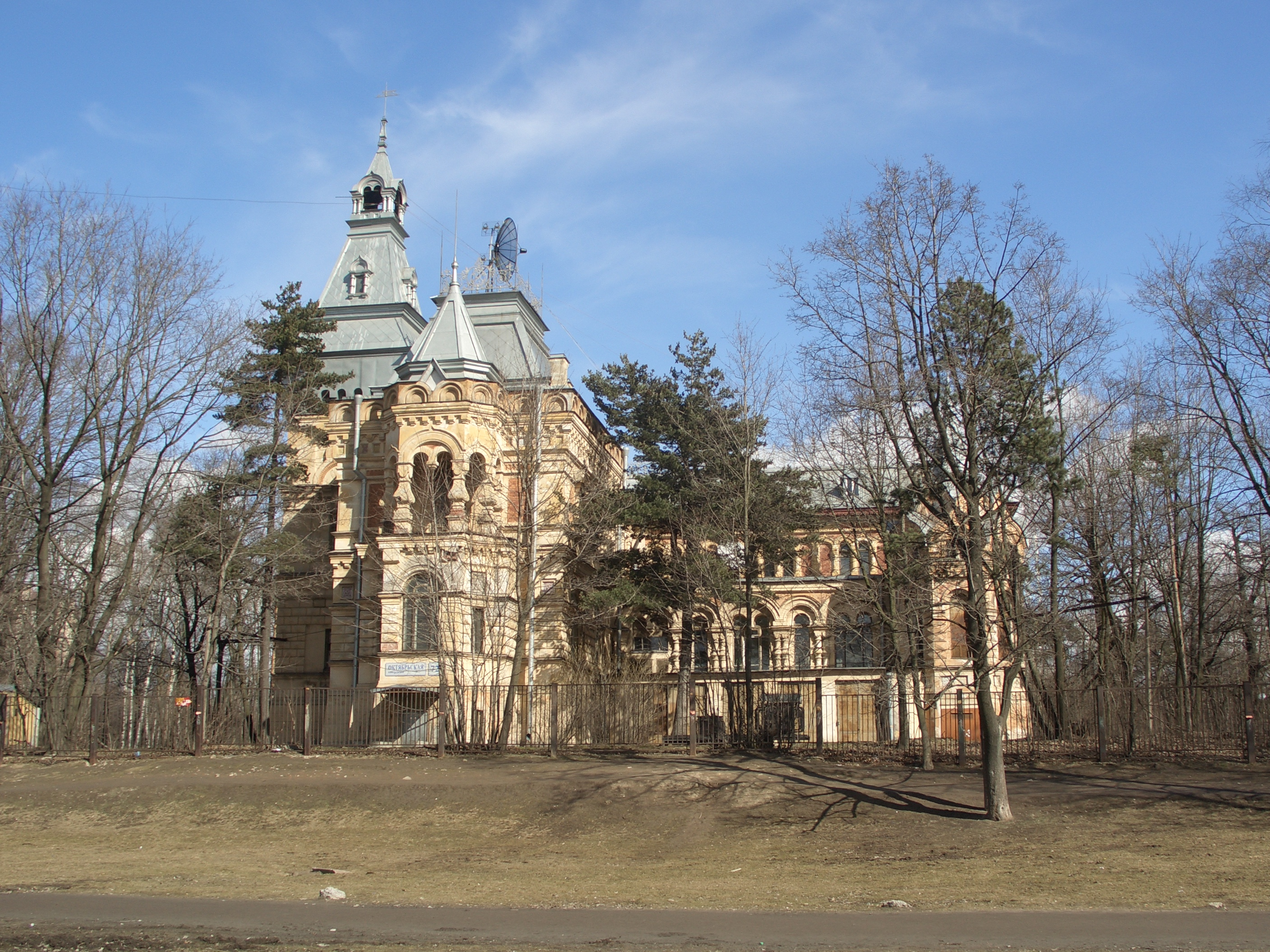
Datsche des Generals Alexander Iwanowitsch Tschernow (1889–1893 mit A. I. Kusnezow und G. I. Ljuzedarski), Oktjabrskaja Nabereschnaja 72, St. Petersburg
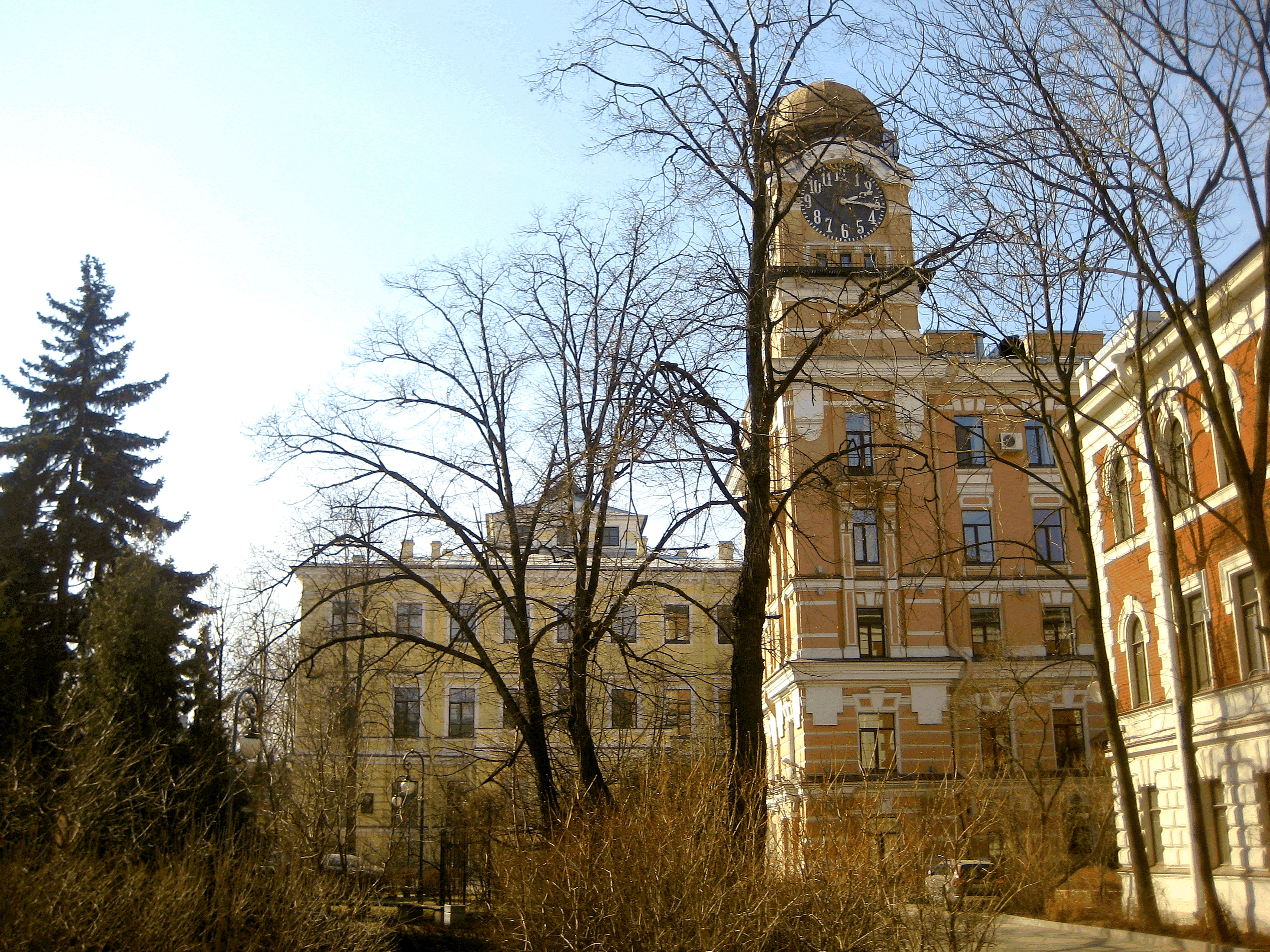
Amt für Maße und Gewichte (1896–1897), Moskowski Prospekt 19, St. Petersburg
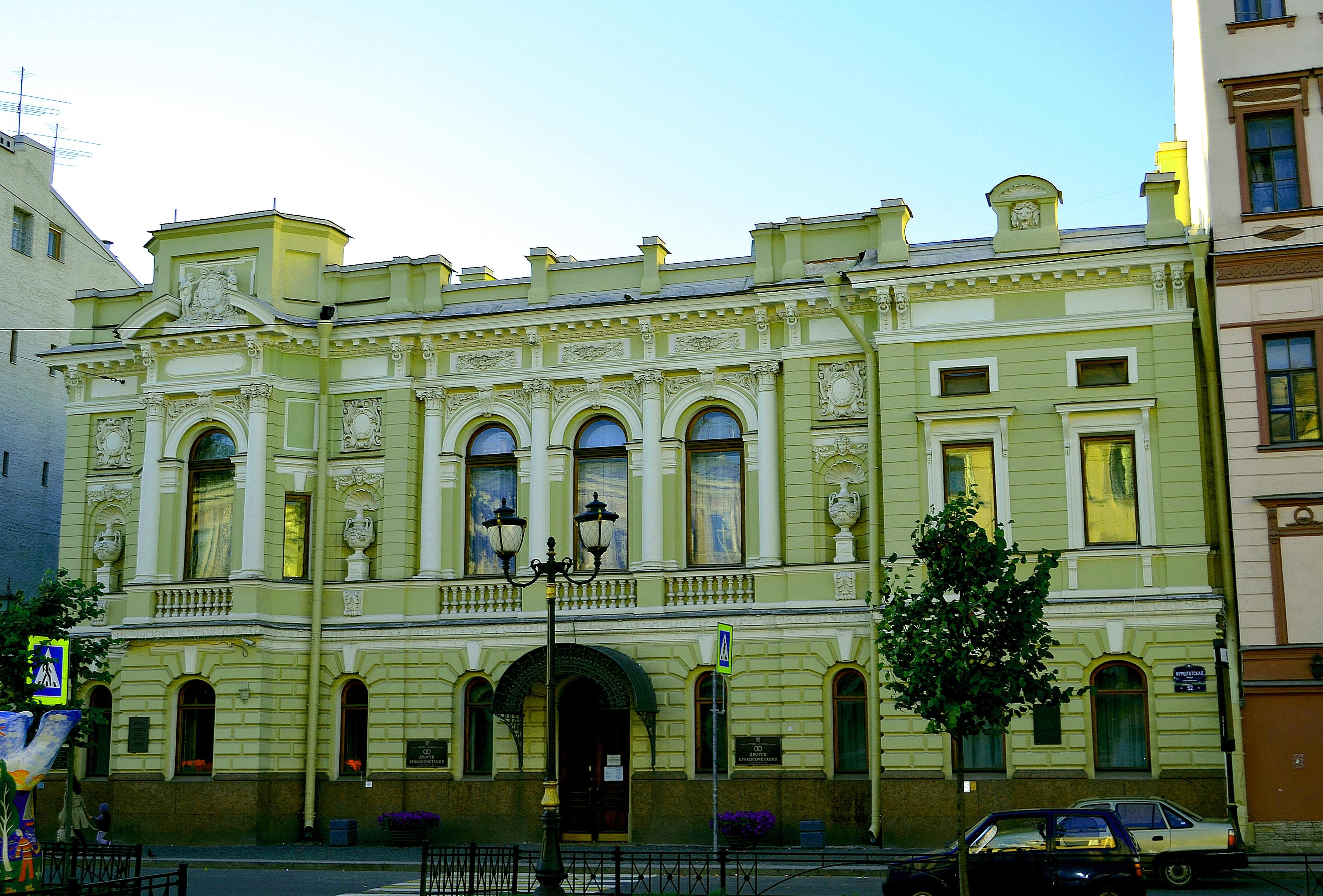
Konstantin Alexandrowitsch Wargunins Stadthaus (1896–1899), Furschtatskaja Uliza 52, St. Petersburg
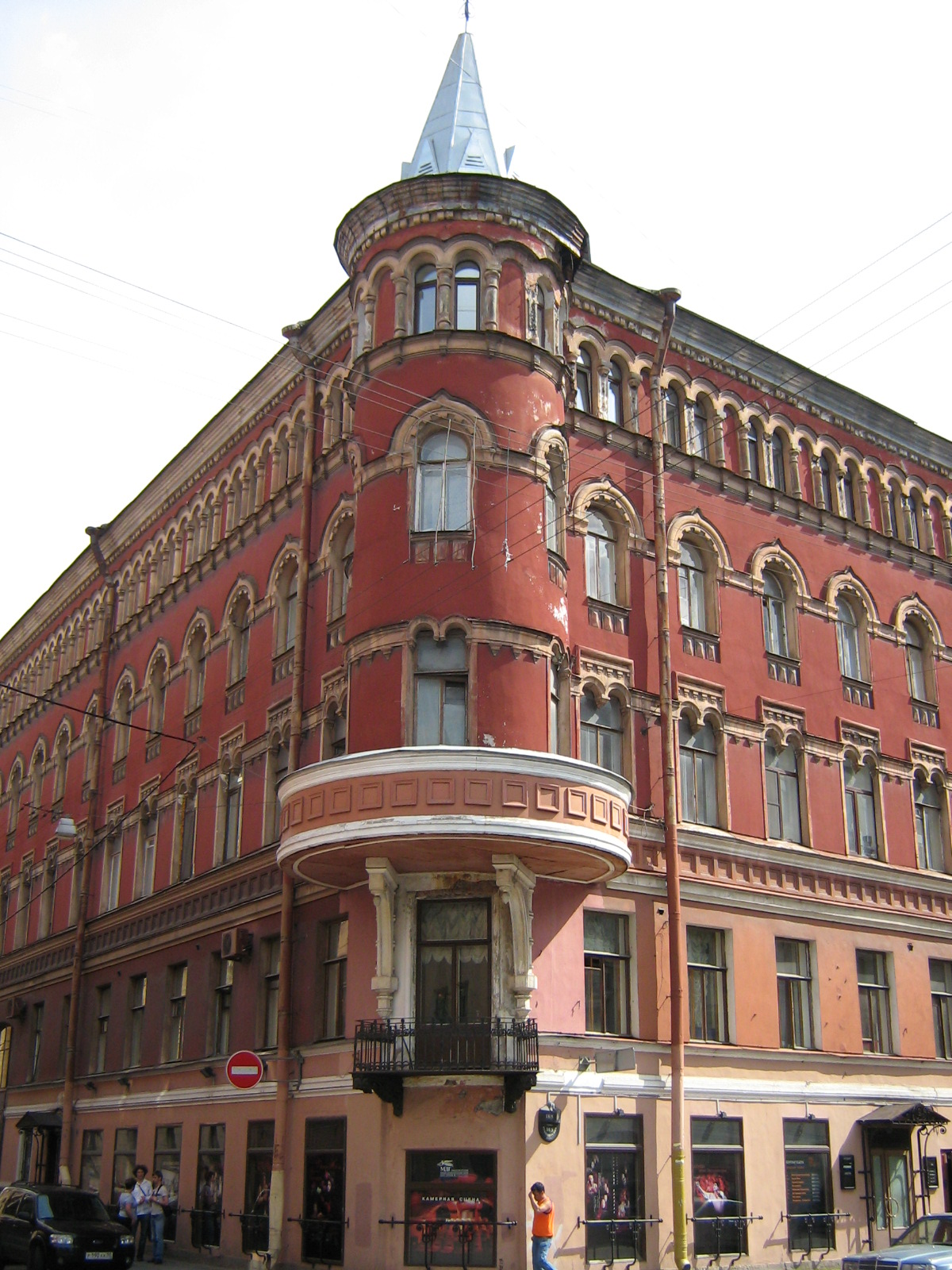
Wohnhaus L. I. Schewerschejews (Umbau 1899), Uliza Rubinschteina 18, St. Petersburg
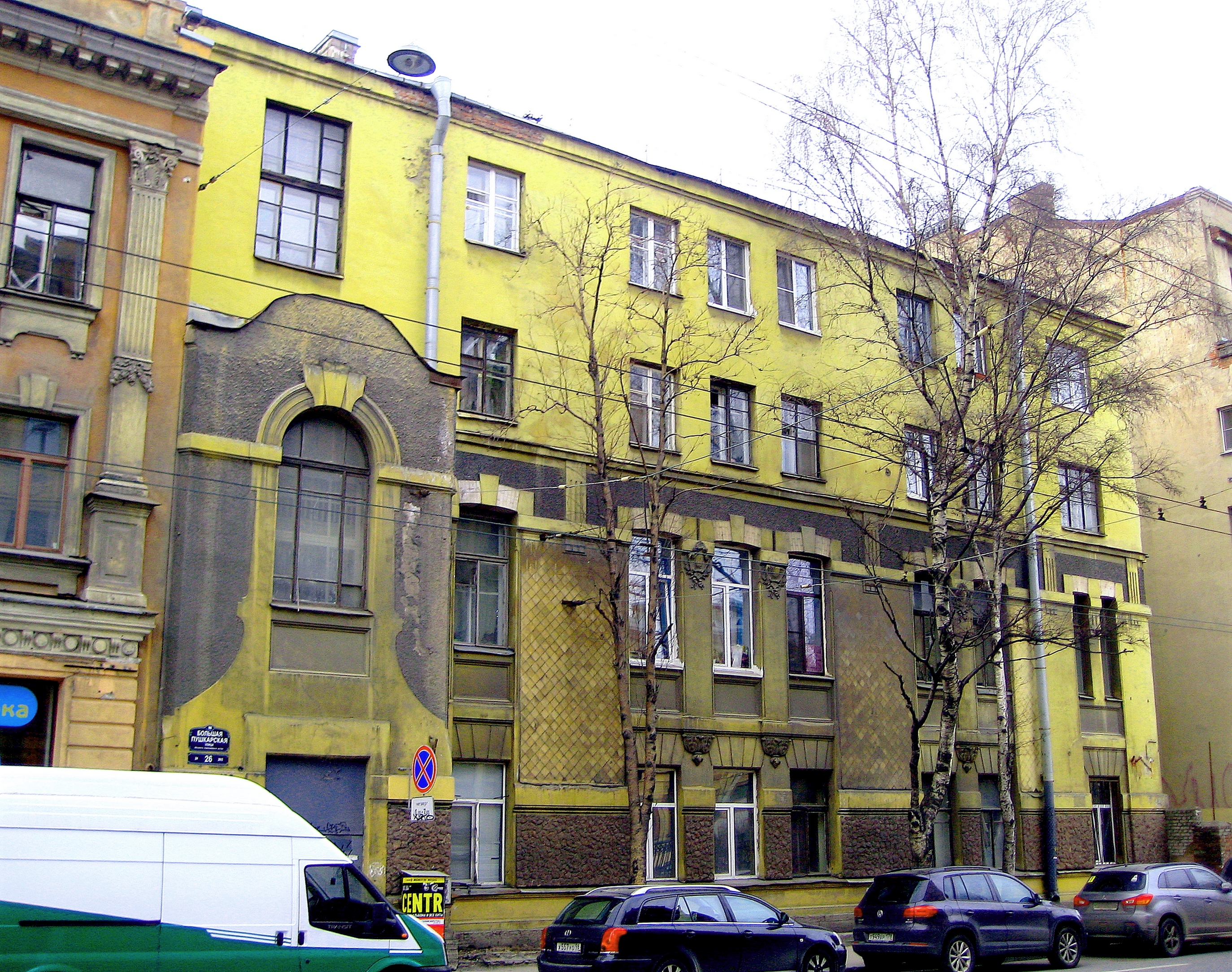
D. I. Mendelejews Wohnhaus (1900), Bolschaja Puschkarskaja Uliza 26, St. Petersburg
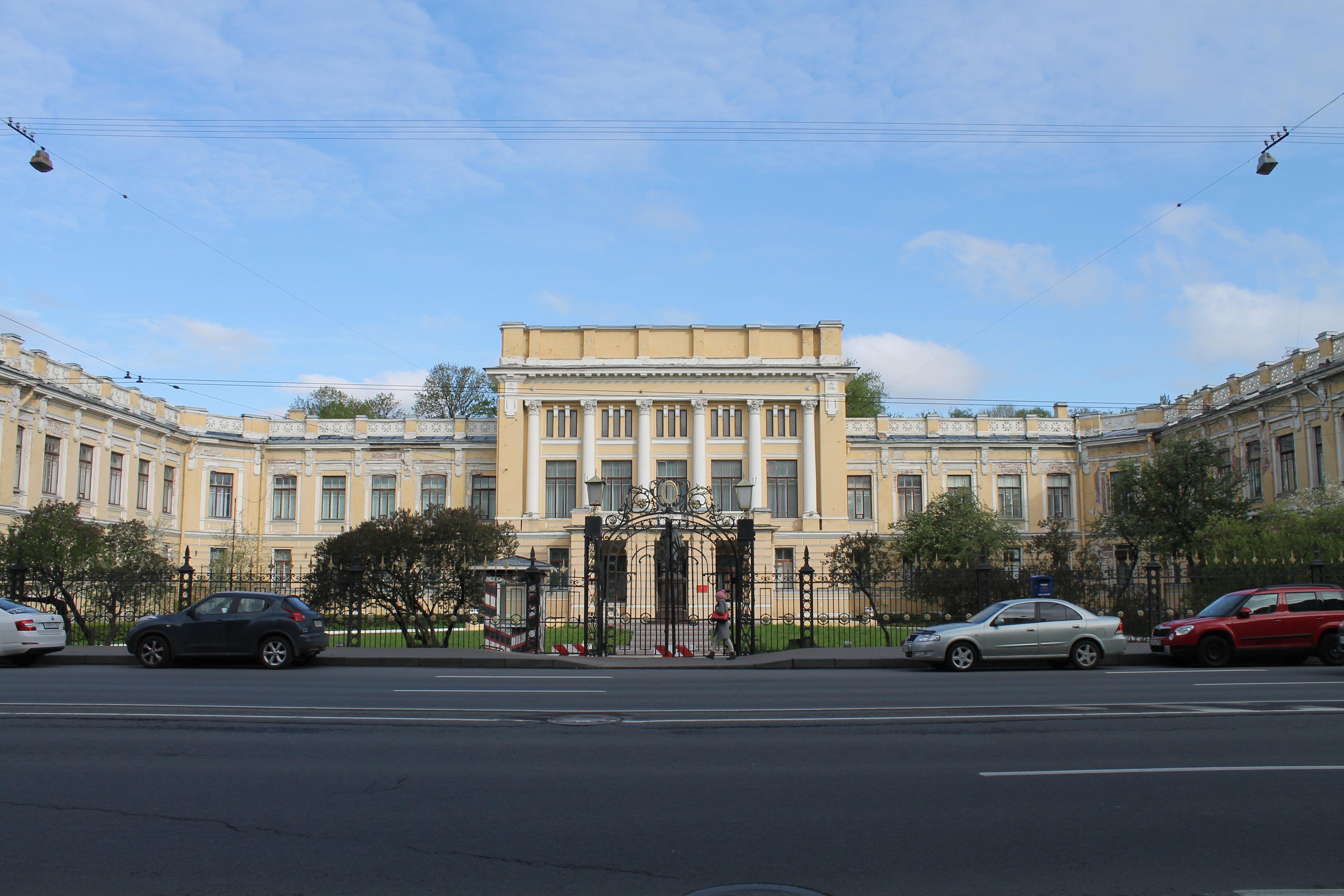
Nikolaus-Generalstabsakademie (1900–1901), Suworowski Prospekt 32, St. Petersburg
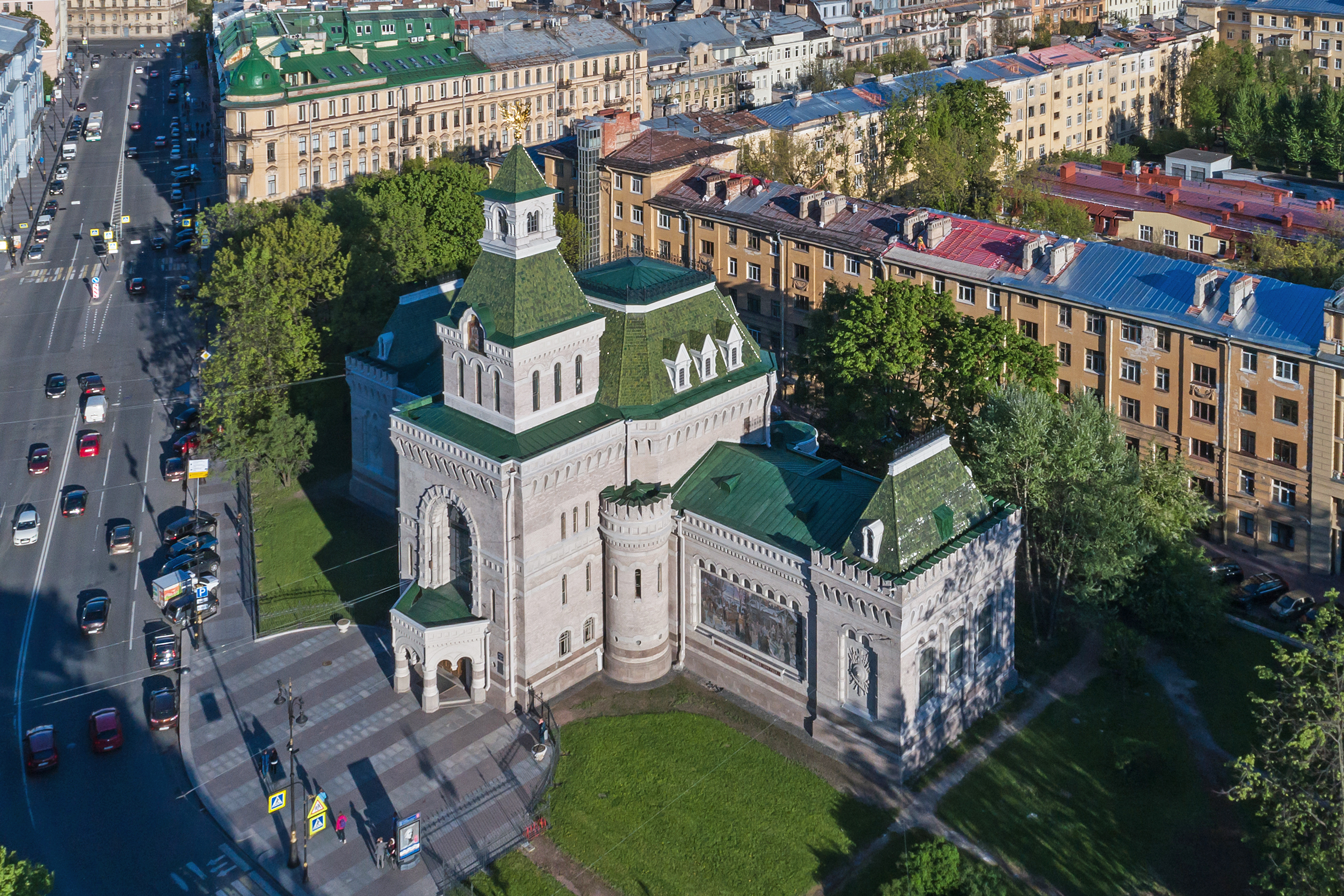
Suworow-Museum (1901–1904 mit G. D. Grimm), Kirotschnaja Uliza 43, St. Petersburg
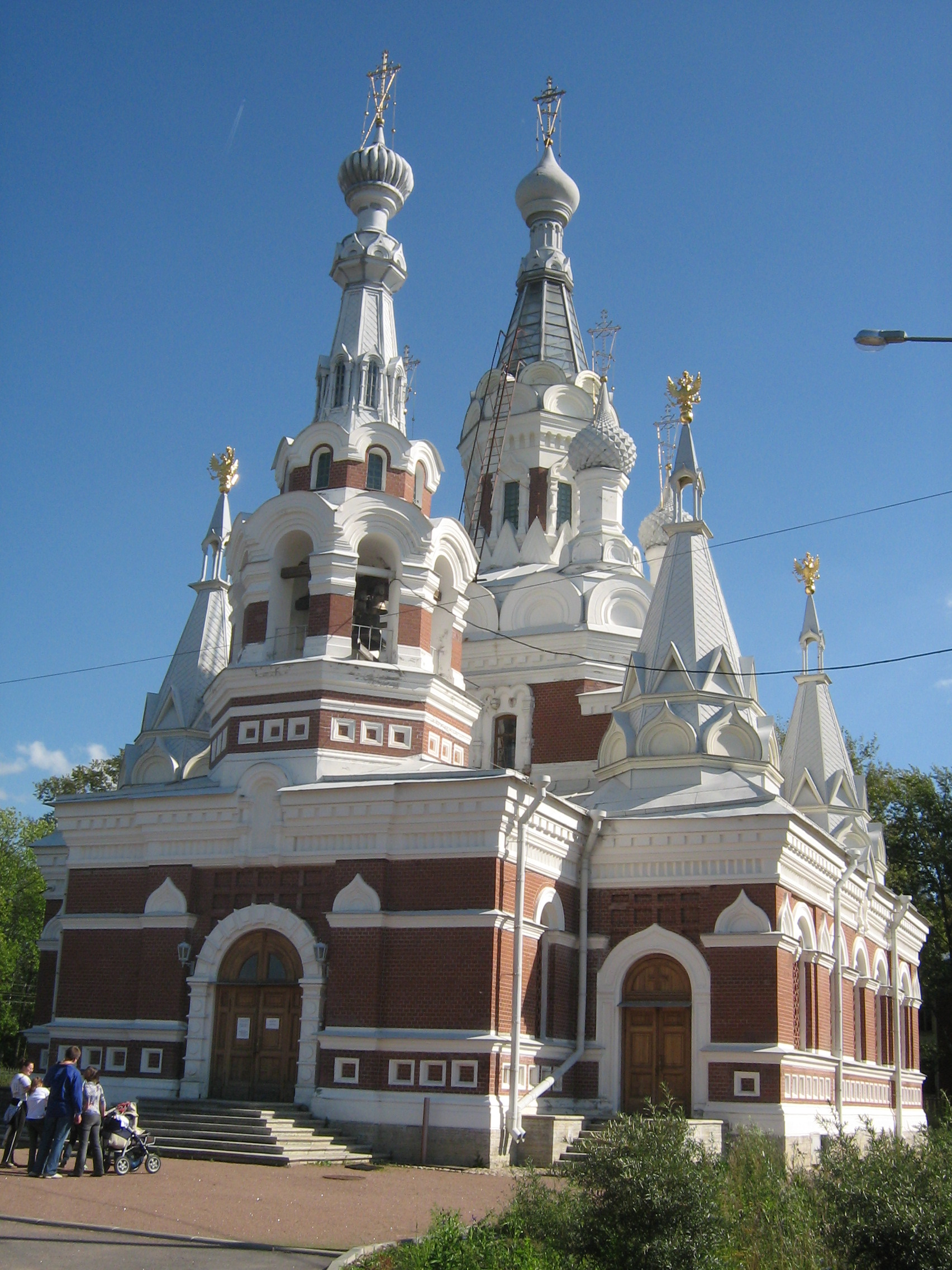
Nikolai-Kathedrale (1902–1904), Artillerijskaja Uliza 2, Pawlowsk (Sankt Petersburg)
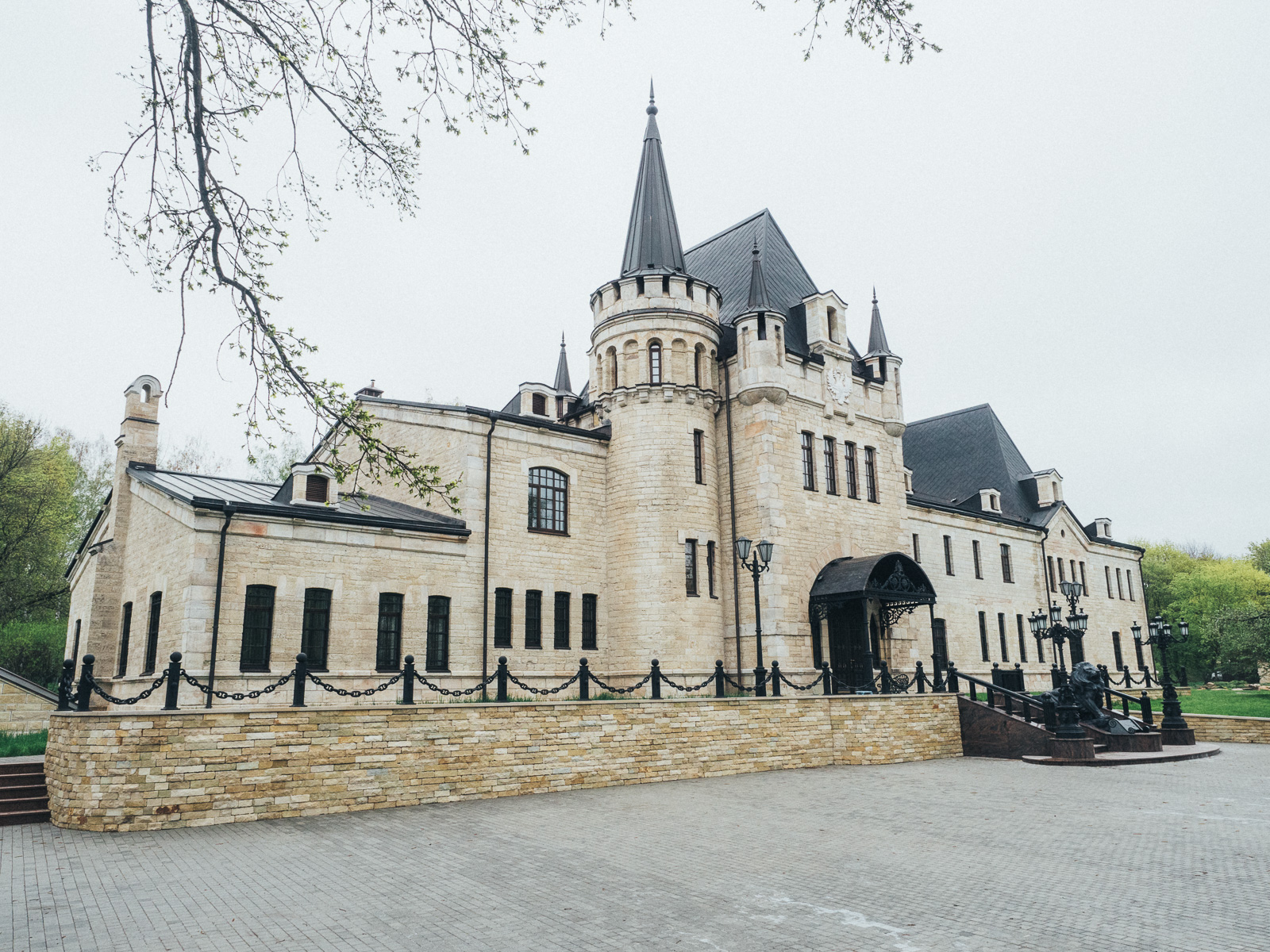
Großfürst Andrei Wladimirowitschs Sommerschloss Borki (1902–1912), Rajon Terbuny
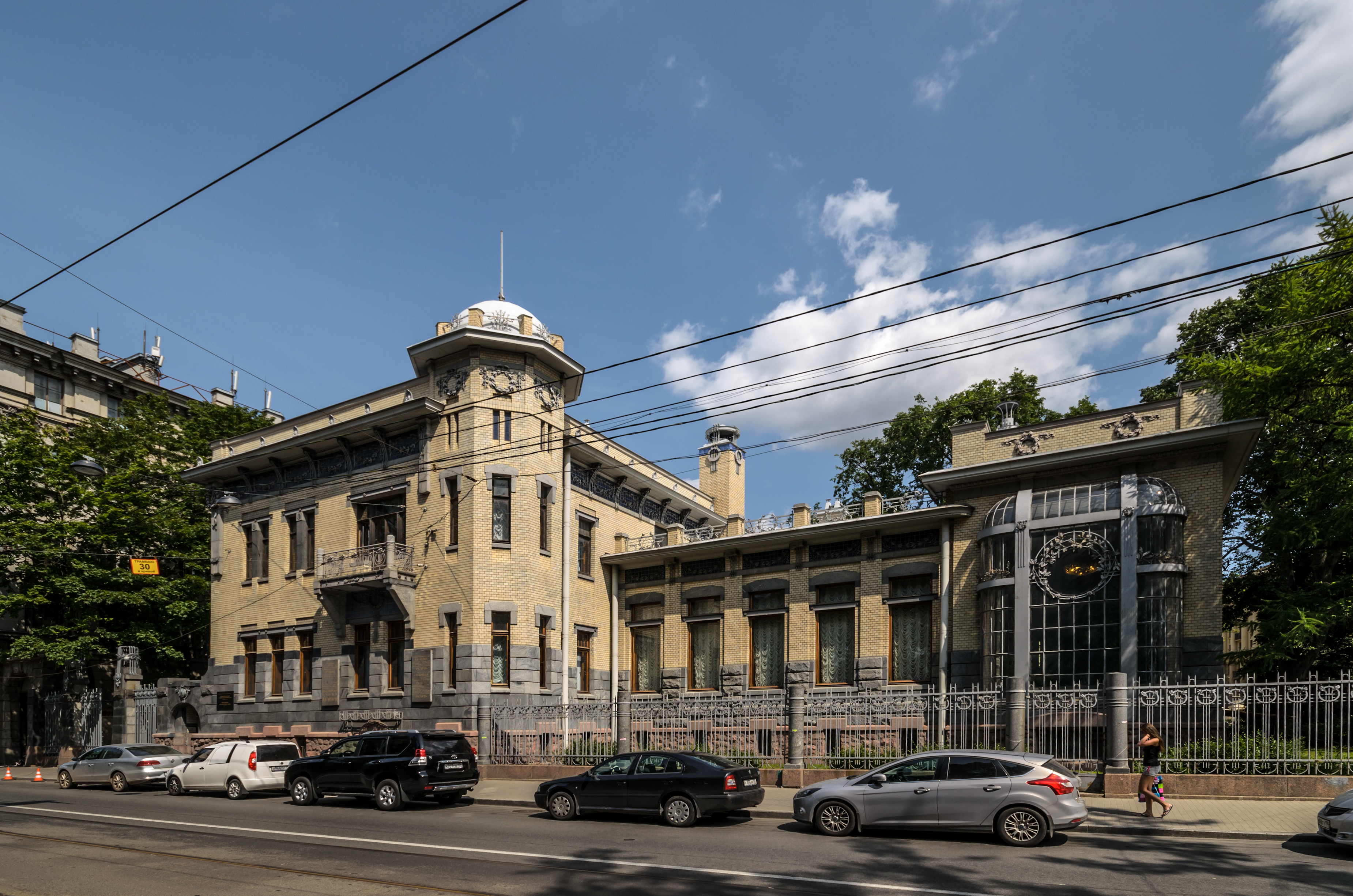
Matilda Kschessinskajas Stadthaus (1904–1906), Kronwerski Prospekt 1, St. Petersburg
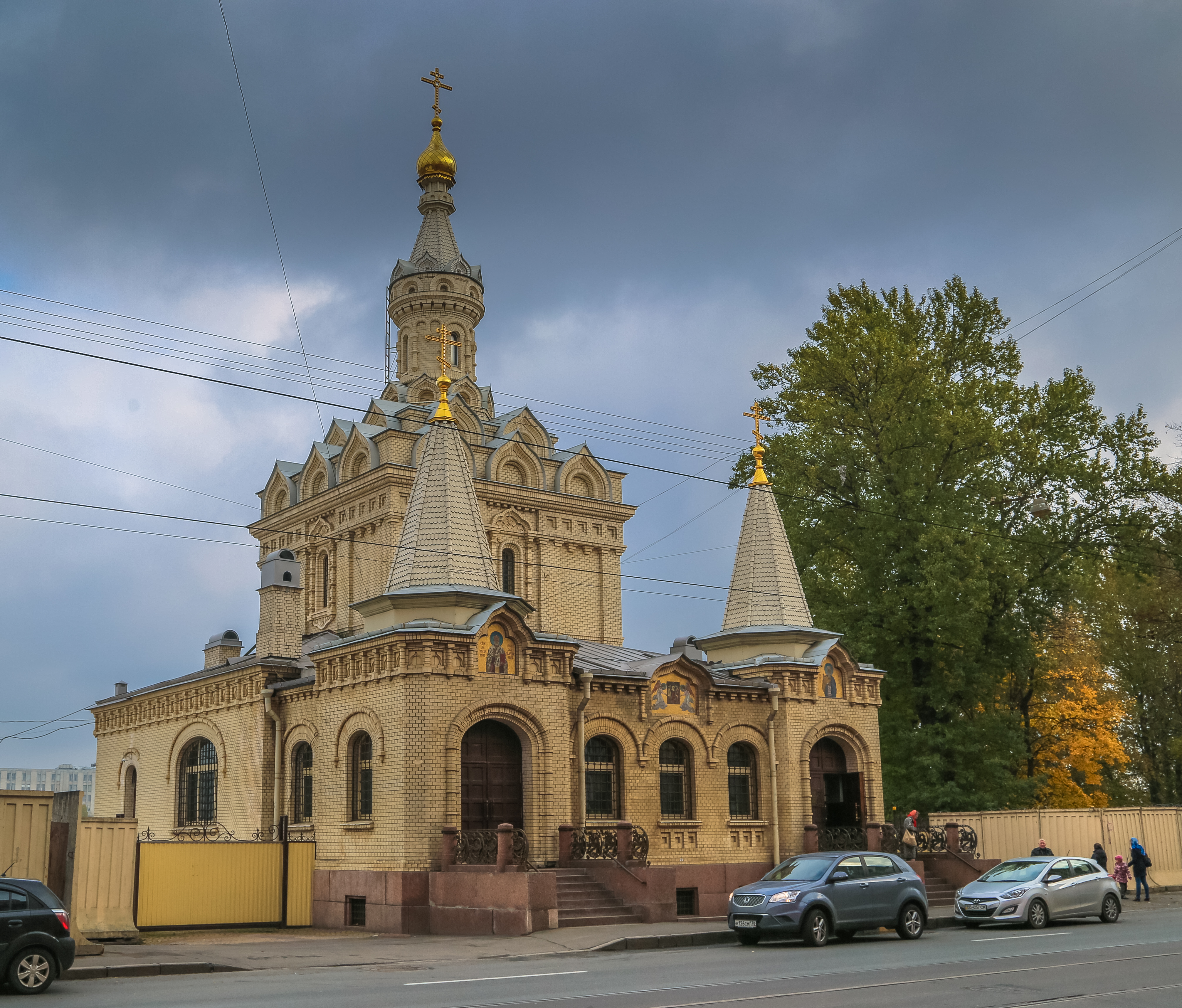
Muttergottes-Kirche (1906–1909 mit A. W. Iwanow), Prospekt Obuchowskoi Oborony 24, St. Petersburg
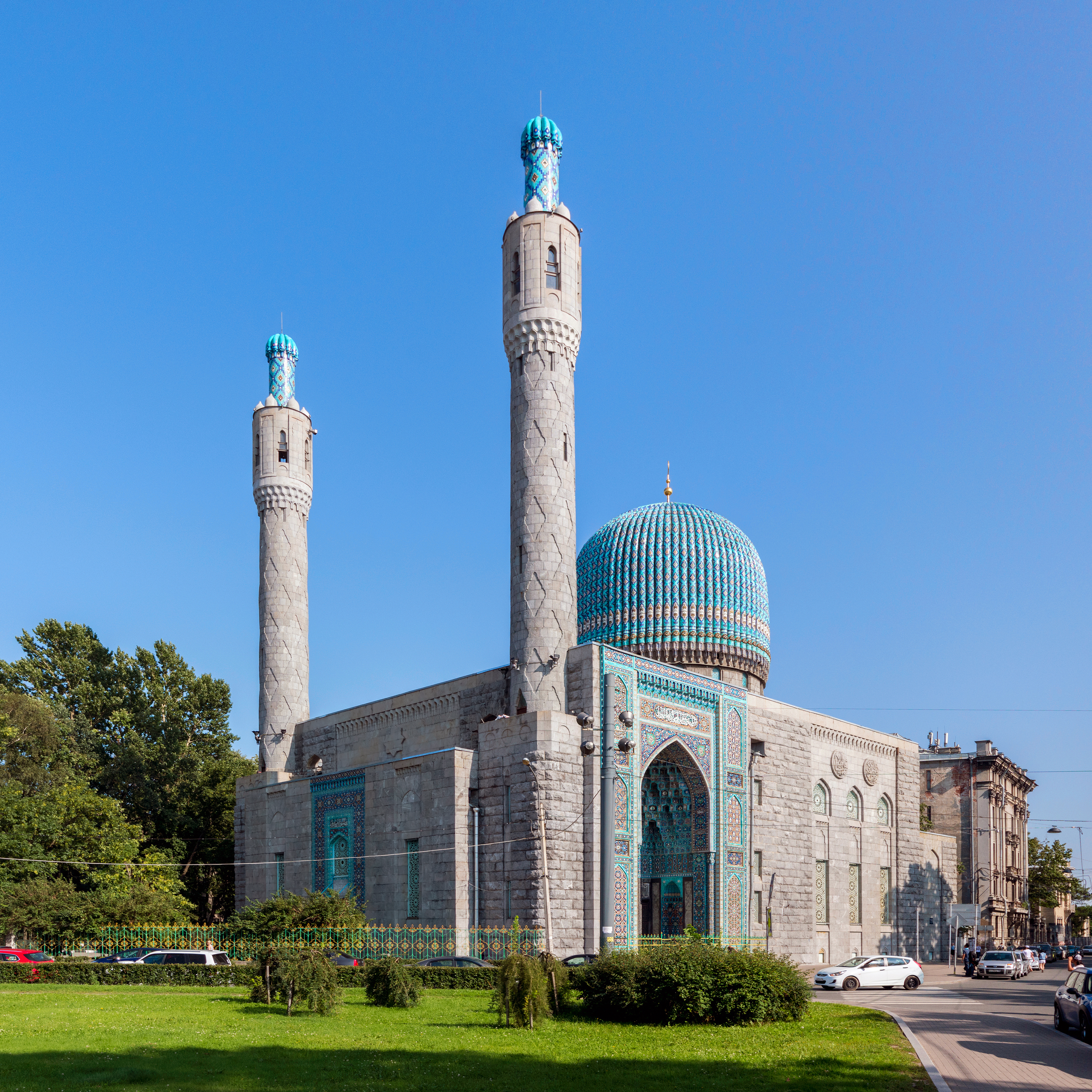
Sankt Petersburger Moschee (1909–1921 mit N. W. Wassiljew und S. S. Kritschinski), Kronwerski Prospekt 7, St. Petersburg
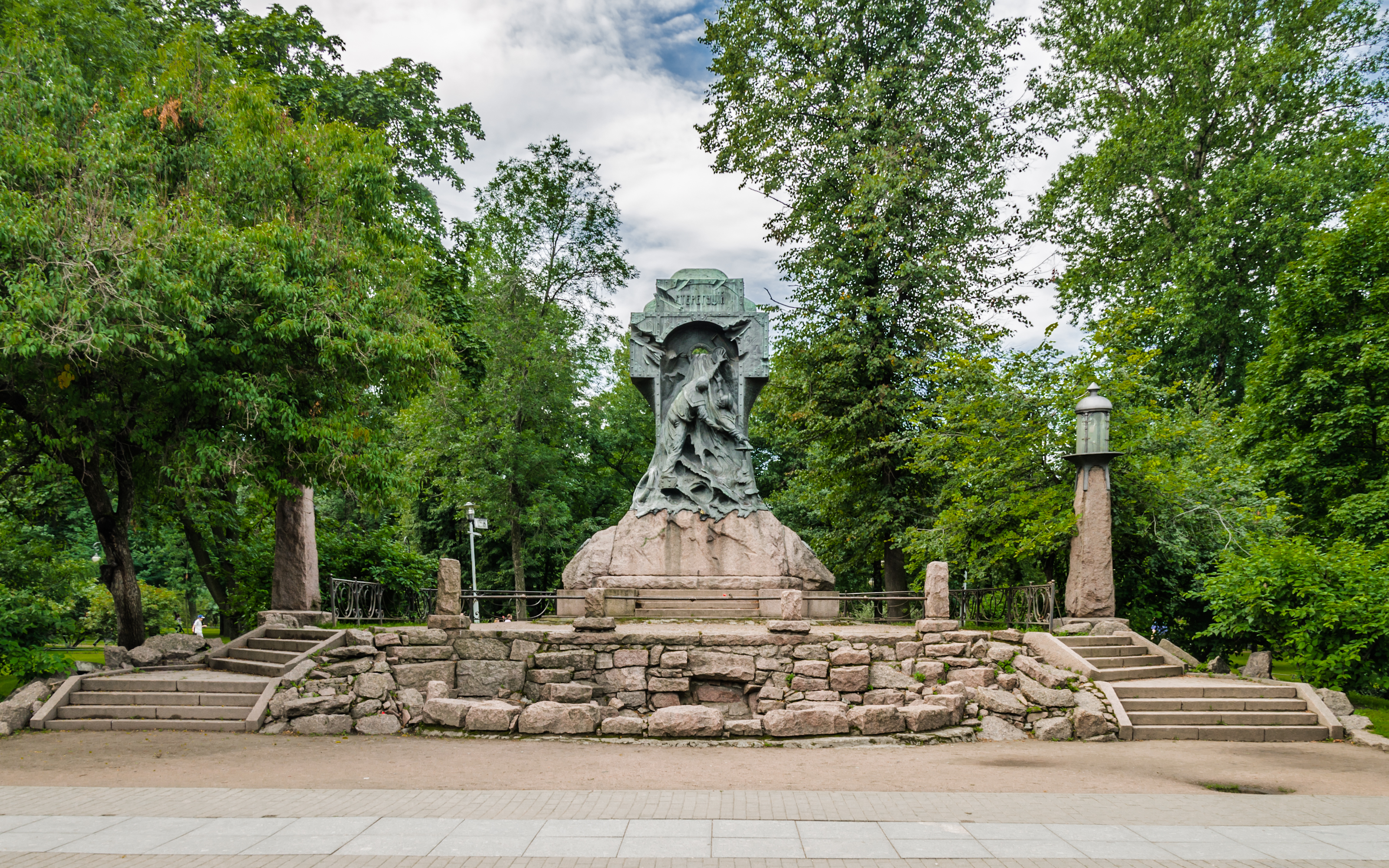
Stereguschtschi-Denkmal (mit dem Bildhauer K. W. Isenberg, 1911), Alexander-Park, St. Petersburg